# Colombiers (Viena)
Colombiers és un municipi francès situat al departament de la Viena i a la regió de la Nova Aquitània. L'any 2007 tenia 1.471 habitants.

## Demografia

### Població
El 2007 la població de fet de Colombiers era de 1.471 persones. Hi havia 520 famílies de les quals 107 eren unipersonals (40 homes vivint sols i 67 dones vivint soles), 163 parelles sense fills, 210 parelles amb fills i 40 famílies monoparentals amb fills.
La població ha evolucionat segons el següent gràfic:
Habitants censats

### Habitatges
El 2007 hi havia 579 habitatges, 528 eren l'habitatge principal de la família, 22 eren segones residències i 29 estaven desocupats. 566 eren cases i 7 eren apartaments. Dels 528 habitatges principals, 482 estaven ocupats pels seus propietaris, 40 estaven llogats i ocupats pels llogaters i 6 estaven cedits a títol gratuït; 4 tenien una cambra, 24 en tenien dues, 63 en tenien tres, 128 en tenien quatre i 310 en tenien cinc o més. 416 habitatges disposaven pel capbaix d'una plaça de pàrquing. A 156 habitatges hi havia un automòbil i a 334 n'hi havia dos o més.

### Piràmide de població
La piràmide de població per edats i sexe el 2009 era:
| Homes | Edats   | Dones |
| ----- | ------- | ----- |
| 0     | 95 o +  | 0     |
| 0     | 90 a 94 | 4     |
| 8     | 85 a 89 | 16    |
| 8     | 80 a 84 | 12    |
| 12    | 75 a 79 | 12    |
| 32    | 70 a 74 | 28    |
| 24    | 65 a 69 | 16    |
| 24    | 60 a 64 | 28    |
| 40    | 55 a 59 | 28    |
| 48    | 50 a 54 | 40    |
| 68    | 45 a 49 | 40    |
| 52    | 40 a 44 | 72    |
| 40    | 35 a 39 | 52    |
| 44    | 30 a 34 | 48    |
| 52    | 25 a 29 | 32    |
| 24    | 20 a 24 | 28    |
| 64    | 15 a 19 | 40    |
| 40    | 10 a 14 | 48    |
| 40    | 5 a 9   | 52    |
| 40    | 0 a 4   | 28    |

## Economia
El 2007 la població en edat de treballar era de 953 persones, 685 eren actives i 268 eren inactives. De les 685 persones actives 636 estaven ocupades (339 homes i 297 dones) i 49 estaven aturades (26 homes i 23 dones). De les 268 persones inactives 87 estaven jubilades, 75 estaven estudiant i 106 estaven classificades com a «altres inactius».

### Ingressos
El 2009 a Colombiers hi havia 535 unitats fiscals que integraven 1.403,5 persones, la mediana anual d'ingressos fiscals per persona era de 18.083 €.

### Activitats econòmiques
Dels 31 establiments que hi havia el 2007, 3 eren d'empreses de fabricació d'altres productes industrials, 11 d'empreses de construcció, 4 d'empreses de comerç i reparació d'automòbils, 1 d'una empresa immobiliària, 9 d'empreses de serveis i 3 d'empreses classificades com a «altres activitats de serveis».
Dels 11 establiments de servei als particulars que hi havia el 2009, 1 era un taller de reparació d'automòbils i de material agrícola, 7 guixaires pintors, 1 fusteria, 1 lampisteria i 1 electricista.
L'any 2000 a Colombiers hi havia 40 explotacions agrícoles que ocupaven un total de 957 hectàrees.

## Equipaments sanitaris i escolars
El 2009 hi havia una escola elemental.

## Poblacions més properes
El següent diagrama mostra les poblacions més properes.